# Ivan Mikloš
Ivan Mikloš (ur. 2 czerwca 1960 w Svidníku) – słowacki polityk i ekonomista rusińskiego pochodzenia, deputowany, minister prywatyzacji (1991–1992), wicepremier w latach 1998–2002, minister transportu w 2002, wicepremier i minister finansów w latach 2002–2006, od 2010 do 2012 wicepremier i minister finansów.

## Życiorys
Ivan Mikloš w latach 1979–1983 studiował ekonomię na Uniwersytecie Ekonomicznym w Bratysławie. Po studiach, od 1983 do 1987, był asystentem, a następnie starszym asystentem (1987–1990) na Uniwersytecie Ekonomicznym w Bratysławie. W 1990 został doradcą wicepremiera ds. reform gospodarczych. Od 1990 do 1991 pełnił funkcję dyrektora Departamentu Polityki Gospodarczej i Społecznej w urzędzie premiera.
Od maja 1991 do czerwca 1992 Ivan Mikloš zajmował stanowisko ministra prywatyzacji w gabinecie premiera Federalnej Republiki Słowacji Jána Čarnogurskyego. Po 1992 na kilka lat wycofał się z polityki. Od 1992 do 1998 był dyrektorem ekonomicznego think tanku M.E.S.A. 10. W 1993 odbywał studia w London School of Economics w Wielkiej Brytanii. W latach 1994–1998 wykładał na Uniwersytecie Trnawskim.
Od 1993 do 2000 był członkiem Partii Demokratycznej, w 1994 pełnił funkcję jej przewodniczącego. Partia ta poszła do wyborów we wrześniu 1998 w ramach Słowackiej Koalicji Demokratycznej z czterema innymi ugrupowaniami, sojusz ten w wyniku wyborów przejął. W październiku 1998 Ivan Mikloš objął stanowisko wicepremiera i ministra gospodarki w gabinecie nowego premiera Mikuláša Dzurindy i zajmował je przez całą czteroletnią kadencję. W 2002 pełnił przez kilka miesięcy również funkcję ministra transportu, poczty i telekomunikacji.
W 2001 wstąpił do utworzonej Słowackiej Unii Chrześcijańskiej i Demokratycznej (SDKÚ). W listopadzie 2002 został wybrany na jej wiceprzewodniczącego ds. gospodarki i edukacji. W wyborach w 2002 partia ta zajęła drugie miejsce (Ivan Mikloš uzyskał mandat poselski), po czym współtworzyła kolejną koalicję rządową. W październiku 2002 Ivan Mikloš objął stanowisko wicepremiera i ministra finansów w drugim gabinecie Mikuláša Dzurindy i zajmował je przez całą kadencję, tj. do lipca 2006.
W wyniku wyborów parlamentarnych z 2006 Ivan Mikloš ponownie dostał się do Rady Narodowej z ramienia SDKÚ-DS. Zasiadł w niej w Komitecie ds. Finansów, Budżetu i Waluty. W 2010 został wybrany na kolejną kadencję. W lipcu 2010 objął funkcję wicepremiera i ministra finansów w rządzie Ivety Radičovej. W 2012 po raz kolejny uzyskał mandat poselski. W kwietniu tegoż roku zakończył pełnienie funkcji rządowych.
W kwietniu 2016 mianowany współprzewodniczącym – wraz z Leszkiem Balcerowiczem – grupy doradców strategicznych do spraw reform na Ukrainie.

## Wyróżnienia
- Krištáľové krídlo (2000)[5]